# Watertoren (Loosduinen)
De watertoren in Loosduinen diende als beregeningsinstallatie van kassen. De locatie was ter hoogte van Monsterseweg 17, Den Haag. De watertoren was afgebroken in 1998.